# A-bêta-lipoprotéinémie
 Mise en garde médicale
La A-bêta-lipoprotéinémie ou syndrome de Bassen-Kornzweig  est une affection héréditaire autosomique récessive qui se manifeste dès la naissance par :
- une stéatorrhée ;

et, plus tard :
- une ataxie ;
- une rétinite pigmentaire[1].

Biologiquement on note :
- un taux très bas de cholestérol ;
- un taux très bas de triglycérides ;
- une déformation des globules rouges : hématies « en oursins » ou acanthocytose[2].